# Hip hop 50
Le Hip Hop 50 était une émission musicale diffusée sur Virgin 17 de septembre 2006 jusqu'à la disparition de la chaîne le 31 août 2010, qui publiait en exclusivité le classement des 50 meilleurs titres hip-hop, rap, R'n'B et Raï'n'B du moment. Il s'agissait d'un classement à but promotionnel et ne relevait en rien les ventes réelles de singles dans les différents pays.

## Particularités
Le Hip hop 50 était un classement médiatique créé en raison de l'importance du Hip hop dans les pays francophones et dans le monde entier, et qui possède plusieurs particularités.
Comme pour tous les autres classements de Virgin 17, un barème des places a été adopté selon la nationalité des titres, sauf qu'il y a seulement 13 places choisies pour diffuser les clips en entier. Voici le barème du classement d'août 2008 à septembre 2009 :
| Rang choisi | Nationalité   |
| ----------- | ------------- |
| 1           | International |
| 2           | Français      |
| 3           | International |
| 7           | Français      |
| 11          | International |
| 16          | Français      |
| 21          | Français      |
| 26          | International |
| 31          | Français      |
| 35          | International |
| 39          | Français      |
| 44          | International |
| 48          | Français      |

Depuis septembre 2009, ces places aménagées pour diffuser les clips en entier évoluent sur leurs propres échantillons de quelques places.
La plupart des entrées s'effectuent entre la 26e et la 50e place : il s'agit de tester les goûts du public sur un titre. Par la suite, la semaine suivante peut donner lieu à une forte progression ou baisser légèrement après (le plus souvent, un titre français entre aux places 46-49 ; un titre américain cartonnant aux États-Unis entre à la 26e place). Rares sont les clips qui entrent directement dans les 25 meilleures places. Ce cas de figure rarissime se présente souvent lorsqu'un titre rencontre un vif succès auprès du public.
Les grands titres auxquels s'intéresse les programmateurs de Virgin 17 (ceux de la playlist de la chaîne qui ont fait leur preuve en termes d'audience) sont diffusés en entier aux places aménagées correspondant à leur nationalité, ils évoluent à ces places et occupent les autres places tant qu'elle n'est plus du moment. Les clips minoritaires ne sont jamais diffusés en entier à ces places aménagées (à part les entrées à la 26e ou 48e place), mais peuvent monter jusqu'à la 4e place si le goût du public est favorable (les 3 premières places sont toujours diffusées en entier), désormais le n°4 peut être français ou international.
Les évolutions (hausses ou baisses) sont le plus souvent importantes : il est arrivé à plusieurs titres de progresser ou chuter jusqu'à 35 à 45 places !
Généralement, un cas de figure est observé pour les grands titres : un titre débarque dans le classement, chute lourdement (souvent vers une place où il sera diffusé en entier), puis remonte : il s'agit de ne pas saturer le haut du classement trop rapidement et pour ces titres d'attendre leur tour d'atteindre un niveau élevé, éventuellement une deuxième fois, avec une chute le plus souvent similaire ou plus élevé, du fait de la lassitude du public, et surtout à l'approche de l'arrivée d'un nouveau single de l'album de l'artiste en question (à noter que les goûts du public sont seuls décisionnaires dans ce classement).
À noter que le Hip hop 50 est le classement le plus long de Virgin 17 en termes de Top (avec le Top Digital 50), et est à caractère exclusif (jamais une autre chaîne de télévision ou une station de radio n'avait proposé un tel programme musical).
Contrairement au Rap 15 et au R'n'B 15/17 qui se limitent sur leur aspect respectif du Hip hop selon certains critères, le Hip hop 50 permet d'établir une synthèse complète des tubes de ce genre sur leurs ventes (en France, en Europe et aux États-Unis), sur les goûts et les réactions du public.

## Voix-off
À l'époque d'Europe 2 TV, la voix-off du Hip hop 50 était celle de la comédienne Valérie Turbillon.
Depuis le 1er janvier 2008, date du changement de nom à Virgin 17, la voix-off du Hip hop 50 est celle d'Olia Ougrik, animatrice du Top 50 sur MCM. En mai 2009, c'est Stanislas Dutilleux qui a pris la relève.

## Commentaires
- Le record de la meilleure entrée a été réalisée à la 2e place par Désolé de Sexion d'Assaut le 19 juin 2010.
- Le record de la plus forte progression est détenu par "Enfants du désert" de Diam's avec 48 places supplémentaires (de la #49 à la #1 le 21 novembre 2009).
- Le record de la plus forte dégringolade est détenu par "Bienvenue chez les Bylkas" de Sinik avec 44 places en moins (de la #4 à la #48 le 20 décembre 2008).
- Rihanna est l'artiste qui a placé le plus de singles en tête du classement, en l'occurrence 7. 
  - Dont 4 issus de l'album Good Girl Gone Bad : 
    - Umbrella du 23/06 au 21/07/2007,
    - Don't stop the music du 13/10 au 17/11/2007,
    - Take a bow du 26/07 au 16/08/2008
    - Disturbia du 06/09/2008 au 01/11/2008 (hormis le 27/09/2008 où le classement a été dominé par Beggin de Madcon).

  - Les trois autres sont extraits de l'album Rated R.
    - Russian Roulette du 02/01/2010 au 30/01/2010 (hormis le 09/01/2010 où le classement a été dominé par Meet me halfway des Black Eyed Peas).
    - Rude Boy du 13/03/2010 au 27/03/2010
    - Te Amo du 03/07/2010 au 10/07/2010
- Je réalise de Sinik détient le record du plus long n°1 pour un titre français avec 5 semaines (du 08/03 au 05/04/2008).
- If I were a boy de Beyonce a enregistré deux fois une chute égale ou supérieure à 40 places (-41 (de la #3 à la #44) le 9 février 2009, puis -40 (de la #4 à la #44) le 9 mars 2009).
- Doesn't mean anything d'Alicia Keys a enregistré quatre fois une progression égale ou supérieure à 30 places. Ce titre a fait 3 chutes remarquables de 29 (de la #6 à la #35), puis 31 (de la #4 à la #35), puis 30 places (de la #3 à la #33).
- Deux titres américains ont réalisé chacune la plus grosse chute après avoir été premiers la semaine précédente : Better in time de Leona Lewis (6 septembre 2008) et I hate this part right here des Pussycat Dolls (30 mars 2009) ont chuté de la #1 à la #35 (-34 places).
- Les rétrospectives, diffusées en fin d'année, ont consacré 4 minutes de Madonna en 2008, et Boom Boom Pow des Black Eyed Peas en 2009.